# Leperina strandi
Leperina strandi is een keversoort uit de familie schorsknaagkevers (Trogossitidae). De wetenschappelijke naam van de soort werd in 1910 gepubliceerd door Thomas Broun.